# 韦利科·佩特科维奇
韦利科·佩特科维奇（羅馬化：Veljko Petković，1977年1月23日—），塞尔维亚男子排球运动员。他曾代表南联盟参加2000年夏季奥林匹克运动会排球比赛，获得一枚金牌。

## 家庭
弟弟福拉多·佩特科维奇也是排球运动员。